# Голак (дем Просечен)
Вижте пояснителната страница за други значения на Голак.
Гола̀к или Кулак (на гръцки: Περιχώρα, Перихора, до 1926 година Γκουλάκι, Гулаки или Κουλάκ, Кулак) е село в Гърция, дем Просечен.

## География
Селото е разположено в югоизточното подножие на планината Сминица (Меникио), източно от град Сяр (Серес) и югозападно от Драма.

## История
Според Йордан Н. Иванов името Голак е гол и -ак, тоест местност лишена от растителност, сравнимо с Голак.
В XIX век Голак е чисто българско село в Сярската каза на Османската империя. Според „Етнография на вилаетите Адрианопол, Монастир и Салоника“ в 1873 година в Колак (Kolak) има 10 домакинства и 40 жители българи. Между 1896 и 1900 година селото преминава под върховенството на Българската екзархия.
Според статистиката на Васил Кънчов („Македония. Етнография и статистика“) в 1900 в Кулак има 150 жители българи християни.
След Илинденското въстание в 1904 година цялото село минава под върховенството на Българската екзархия. По данни на секретаря на Екзархията Димитър Мишев („La Macédoine et sa Population Chrétienne“) в 1905 година в Кулак махала (Koulak Mahala) има 136 българи екзархисти.
Вероятно жителите му се изселват след Междусъюзническата война в 1913 година.
Селото е основано наново веднага след Първата световна война от преселени от Мала Азия лази в едноименната местност на 700-800 метра северно от Грачен. В 1923 година в селото са заселени още 105 бежански семейства. В 1926 година името на селото е сменено на Перихора. Според преброяването от 1928 година Голак е бежанско село със 105 бежански семейства и 379 души.
Населението произвежда тютюн, жито и други земеделски култури, като е развито частично и скотовъдството.
| Година    | 1913 | 1920 | 1928 | 1940 | 1951 | 1961 | 1971 | 1981 | 1991 | 2001 | 2011 | 2021 |
| --------- | ---- | ---- | ---- | ---- | ---- | ---- | ---- | ---- | ---- | ---- | ---- | ---- |
| Население | 0    | 122  | 536  | 564  | 562  | 536  | 302  | 249  | 396  | 361  | 181  | 132  |